# كتة شور
كتة شور هي قرية في مقاطعة لنجان، إيران. يقدر عدد سكانها بـ 437 نسمة بحسب إحصاء 2016.